# Траншейный нож

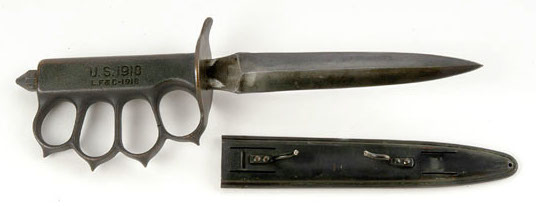
Американский траншейный нож-кастет М 1918, с клинком, идентичным французскому «Мстителю 1870»

Траншейный нож (нем. grabendolch; англ. trench knife) — род боевых ножей, появившийся в годы Первой мировой войны и предназначавшийся для схваток в замкнутом пространстве траншей и блиндажей.
Конструкция подобных ножей, чаще всего, была простой, клинок изготавливался из цельной полосы стали и имел длину от 140 до 220 миллиметров.

## История
С переходом к затяжным позиционным действиям быстро выявились недостатки состоявших на вооружение большинства стран штатных штыков и штык-ножей: винтовка с примкнутым штыком прекрасно подходила для рукопашных схваток на открытом пространстве и отражения кавалерийских атак, но для схваток в тесноте траншей была неудобна, табельные штык-ножи того времени имели длину 350—550 мм и плохо подходили для новых условий войны. Солдаты массово начали использовать охотничьи и кухонные ножи, в полевых мастерских изготавливали импровизированные стилеты из металлических прутьев, укорачивались и перетачивались старые и трофейные штык-ножи, тесаки, кавалерийские сабли.
В этих условиях командование воюющих стран приняло решение о централизованном снабжении войск ножами для схваток в траншеях. Согласно приказу № 47184/15 прусского военного министерства от 8 мая 1915 года каждой пехотной роте западной армии полагалось 6 ножей кинжального типа, позже количество окопных ножей на германскую пехотную роту увеличивалось до 12, 24 и 40 единиц. Немецкие ножи обычно имели полуторную заточку, что позволяло при хороших проникающих способностях сохранить также возможность применения ножа в быту. Во Франции первый окопный нож был официально принят на вооружение лишь в 1916 году под названием «Le Vengeur 1870» (Мститель 1870 — намёк на Франко-прусскую войну 1870-71 годов), данный нож представлявший собой обоюдоострый кинжал с прямым клинком. Производство
данной модели началось ещё до официального принятия на вооружение компанией «Ролдье и Дозольм» с 7 октября 1915 года. Затем к его изготовлению подключились и другие ножевые фирмы, что позволило обеспечить им французскую армию в короткий срок.
Наибольшую известность получили американские траншейные ножи-кастеты М1917 (с трёхгранным игольчатым клинком) и М1918 (обоюдоострый клинок, идентичный клинку «Le Vengeur 1870»).